# Stade Selman-Stërmasi
Le stade Selman-Stërmasi (en albanais : Stadiumi Selman-Stërmasi) est une enceinte sportive construite en 1956 dans la ville de Tirana en Albanie.
L'équipe du KF Tirana partage son stade de 12 500 places avec le Dinamo Tirana et jusqu'en 2010 avec le Partizan Tirana. Il porte le nom de l'ancien footballeur albanais Selman Stërmasi (en).